# Kazuma Ōseto
Kazuma Ōseto (jap. 大瀨戸 一馬, Ōseto Kazuma; * 5. August 1994) ist ein japanischer Sprinter.

## Karriere
Bei den Leichtathletik-Jugendweltmeisterschaften 2011 in Lille gewann er Silber über 100 m und bei den Leichtathletik-Juniorenweltmeisterschaften 2012 in Barcelona Bronze in der 4-mal-100-Meter-Staffel.
2013 gewann er mit der japanischen 4-mal-100-Meter-Stafette Silber bei den Leichtathletik-Asienmeisterschaften und Gold bei den Ostasienspielen in Tianjin.
Beim Leichtathletik-Continentalcup 2014 in Marrakesch wurde er mit dem asiatischen Team Vierter in der 4-mal-100-Meter-Staffel.
2015 gewann er bei den Leichtathletik-Asienmeisterschaften in Wuhan Bronze in der 4-mal-400-Meter-Staffel. Mit der japanischen 4-mal-100-Meter-Stafette siegte er bei der Universiade in Gwangju und schied bei den Leichtathletik-Weltmeisterschaften in Peking im Vorlauf aus.

## Persönliche Bestzeiten
- 60 m (Halle): 6,71 s, 2. Februar 2013, Osaka
- 100 m: 10,23 s, 29. April 2012, Hiroshima
- 200 m: 20,64 s, 21. Juni 2014, Yokohama